# Luis Raúl Torres Cruz
Luis Raúl Torres Cruz (San Juan, 27 de mayo de 1960) es un político independiente puertorriqueño anteriormente afiliado al Partido Popular Democrático. Fue miembro de la Cámara de Representantes de Puerto Rico desde el 2001 a 2025 por el 2.º distrito, representando partes de la capital San Juan. Se desempeñó como portavoz del Partido Popular Democrático en la Cámara de Representantes desde 2012 a 2013.

## Primeros años y educación
Luis Raúl Torres Cruz nació en San Juan, Puerto Rico el 27 de mayo de 1960.
Torres comenzó sus estudios en la Universidad de Puerto Rico en Bayamón con la intención de completar un bachillerato en Ciencias Políticas. Sin embargo, posteriormente se transfirió a la Universidad Interamericana de Puerto Rico donde completó una licenciatura en administración de empresas.

## Carrera profesional
De 1981 a 1982, Torres trabajó como Oficial Administrativo de la División de Relaciones Públicas de la Asociación de Maestros de Puerto Rico.

## Carrera política
Torres se postuló por primera vez para la Cámara en las elecciones generales de 1996, pero perdió ante Edwin Mundo del PNP. Volvió a competir en las elecciones del 2000 y ganó, derrotando esta vez a Mundo.
Fue reelegido en 2004. Después de ser elegido nuevamente en 2008, Torres fue seleccionado por su partido como portavoz alterno en la Cámara. En febrero de 2012 sucedió a Héctor Ferrer Ríos como portavoz tras la renuncia de éste de la Cámara.
Torres fue reelegido en 2012 y nuevamente en 2016 y 2020. El 4 de mayo de 2022, Torres notificó al liderato del Partido Popular Democrático que abandonaría la delegación del PPD y pasaría a ser un representante independiente.

## Vida personal
Torres ha sido miembro de la Congregación Mita desde su niñez.
Torres es soltero, pero tiene dos hijas de un matrimonio anterior. En 1993, se vio involucrado en un caso de abuso doméstico contra su entonces esposa y, a pesar de no ser condenado, completó un programa de rehabilitación. El propio Torres dijo en una entrevista que tiene "una excelente relación" con su exesposa.

## Historial electoral
| Año  | Cargo                             | Tipo      | Partido | Partido | Votos  | %     | Posición | Resultado |
| ---- | --------------------------------- | --------- | ------- | ------- | ------ | ----- | -------- | --------- |
| 1996 | Representante por el 2.º distrito | Generales |         | PPD     | 18,138 | 45.8  | 2.º      | Derrotado |
| 2000 | Representante por el 2.º distrito | Generales |         | PPD     | 19,159 | 49.0  | 1.º      | Electo    |
| 2004 | Representante por el 2.º distrito | Generales |         | PPD     | 20,803 | 49.0  | 1.º      | Reelecto  |
| 2008 | Representante por el 2.º distrito | Generales |         | PPD     | 18,935 | 48.2  | 1.º      | Reelecto  |
| 2012 | Representante por el 2.º distrito | Generales |         | PPD     | 20,312 | 52.33 | 1.º      | Reelecto  |
| 2016 | Representante por el 2.º distrito | Generales |         | PPD     | 14,443 | 46.05 | 1.º      | Reelecto  |
| 2020 | Representante por el 2.º distrito | Generales |         | PPD     | 8,485  | 31.57 | 1.º      | Reelecto  |
| 2024 | Representante por acumulación     | Generales |         | Ind.    |        |       |          |           |